# Distrito de Cotaruse
El Distrito de Cotaruse es uno de los 17 distritos de la Provincia de Aymaraes  ubicada en el departamento de Apurímac, bajo la administración del Gobierno regional de Apurímac, en el sur del Perú.
Desde el punto de vista jerárquico de la Iglesia católica forma parte de la Diócesis de Abancay la cual, a su vez, pertenece a la Arquidiócesis de Cusco.

## Historia
El distrito fue creado mediante Ley No.1962 del 1 de julio de 1914, en el gobierno del presidente Óscar Benavides.

## Autoridades

### Municipales
- 2019 - 2022[5]
  - Alcalde: Percy Cucchi Anampa, de El Frente Amplio por Justicia, Vida y Libertad.
  - Regidores:

  1. Silverio Huaccharaqui Cuipa (El Frente Amplio por Justicia, Vida y Libertad)
  2. Julián Flores Huamaní (El Frente Amplio por Justicia, Vida y Libertad)
  3. Justina Paniura Asto (El Frente Amplio por Justicia, Vida y Libertad)
  4. Rómulo Ortiz Puja (El Frente Amplio por Justicia, Vida y Libertad)
  5. José Luis Llacta Socantaipe (Movimiento Regional Llankasun Kuska)

Alcaldes anteriores
- 2015-2018:[6] VICTOR HUAMANI CHUMPE, del Movimiento Independiente Fuerza Campesina Regional.
- 2011-2014: EMILIO GERMAN RAMIREZ

## Festividades
- Junio 29: San Pedro.
- Julio 25: Santiago
- Agosto 15: Virgen de la Asunción - Cotaruse
- Septiembre 29: San Miguel.